# セイント・ビースト
『セイント・ビースト』（Saint Beast）とは、『おとぎストーリー 天使のしっぽ』に登場した敵役「四聖獣」を主役に据え、スピンオフした女性向けのメディアミックス作品。原作は有栖川ケイ、キャラクターデザイン・イラストはあさぎ桜。
ドラマCDを母体に、2003年5月から6月にテレビアニメとして『セイント・ビースト〜聖獣降臨編〜』（全6話）が放送された。2005年12月 - 2006年3月にOVA化（『セイント・ビースト〜幾千の昼と夜 編〜』）。2007年3月よりドラマCDシリーズのノベライズがスタート。同年4月より新作アニメ『セイント・ビースト〜光陰叙事詩天使譚〜』が放送され、9月にはPS2専用ゲーム『セイント・ビースト〜螺旋の章〜』が発売。
また、外伝的作品として『セイント・ビーストOthers』がドラマCDを主体に制作されている。
2012年1月25日に発売されたドラマCDでシリーズは一旦終了となる。

## 経緯
2001年に放送された、美少女アニメ『おとぎストーリー 天使のしっぽ』に敵キャラとして登場したのが四聖獣の始まりである（後に主人公たちとは和解）。
その後、彼らを主人公に据えた番外編的なドラマCDが発売され（ルカとユダもそのときに声のみ初登場となった）、それを踏み台に2002年からオリジナル設定の作品『セイント・ビースト』（原作：有栖川ケイ）の展開が始まった（実質共通するのは名前と衣装、キャラクター設定の一部のみ。物語上も繋がらないことが原作者の日記で語られている）。
その際にキャラクター原案を『天使のしっぽ』で絵師として参加していたあさぎ桜が担当することになり、女性向けに大幅にデザインが変更され、一部のキャラで別人に近い顔立ちになったものもあった。展開が進むにつれて新キャラも増えて行った。よくBL作品と思われがちだが、製作側はあくまで一般作と主張している。また、コメディタッチで描かれた本編と異なり基本的に差別や善悪などを問う重い内容になっている。
ドラマCDを主軸にテレビアニメやOVAなども多数制作され、イベントも多数開催されている。現在では原型となった『天使のしっぽ』より長期の展開となり、ワンダーファームの主力作品となった。
なお、『天使のしっぽ』DVD版に収録の『毒・天使のしっぽ』（原案・作画：みずたにまみこ）と同じ二次創作的なノリで、『ポイズン・ビースト』（別名・毒セイント）と呼ばれるパロディアニメがテレビ版の劇中で何度か流れ、公式のファンクラブ会報やムック本などで、4コマ漫画形態で小さく展開をしている（公式コンテンツにもかかわらず、本編よりもBL色が強い）。

## あらすじ
遥かいにしえ、天界には神と神に従う天使たちがいた。大神ゼウスは特に優れた能力を持ったユダ・ルカ・ゴウ・シン・レイ・ガイの六名の天使たちにそれぞれ六体の聖獣(鳳凰・麒麟・青龍・朱雀・玄武・白虎)の二つ名を与え、地上の動物たちを統べる者として彼らを「六聖獣」に任命した。しかし度重なる大神の傲慢で非情な命令に六聖獣は疑念を抱き始め、やがて彼らは天界に反乱を起こす事となった。激しい戦いの末ユダとルカは神に敗れて地獄界へ落とされ、ゴウ達四名の天使も大神の側に仕えし女神と天使ミカエルによって石に変えられ地上（人間界）へ封印されてしまう。
時は流れて数百年後、天界の平穏に飽いたゼウスは女神ヘラに一時の支配を任せ永の眠りに入る。地獄界の王となっていたユダとルカは弱まった封印を破り地上へ向かい、時を同じくして地上に封印されていたゴウ達四聖獣も天使サキに封印を解かれ復活する。

## 登場人物
各人物にはそれぞれイメージカラーがつけられている（一部を除く）。

### 六聖獣
本作の主人公格。四聖獣のモチーフに関しては四神を参照。
青龍のゴウ
声 - 森川智之
地上年齢で22歳。身長は185cm、体重は68kg。茶色の髪に左目が赤で右目が青。属性は火。天変地異を操る。獣神具は青龍の剣。必殺技はファイヤービーム。イメージカラーは青。
ユダとルカ堕天後の四聖獣（ゴウ・シン・レイ・ガイ）のリーダー的存在。凶星の巡る夜に生まれた天使で、彼のオッドアイ（ヘテロクロミア）は先代大神クロノスによって災いの象徴とされ、生まれてすぐに殺されかけたことがあった（聖者が阻んだため未遂に終わっている）。
勇敢で強い意志と純粋な心を持つ。頼れる兄貴分だが少々短気。修行するときは木を2〜3本なぎ倒さないと気がすまない。六聖獣任命後は体の長い生物を統治しているため、ウナギなどは食べられない。甘党。
『天使のしっぽ』時代では四聖獣で最後に登場。天災を司っていた。獣神具は「青龍の牙」という名称だった。四聖獣の長であってか、他の３人（特にシン、レイ）からは「兄者」と呼ばれていた（「聖獣降臨編」も同様）。花嫁候補の守護天使はヘビのユキ。
玄武のシン
声 - 櫻井孝宏
地上年齢で21歳。身長は177cm、体重は58kg。属性は風。翡翠色の髪に金色の双眸。過去・現在・未来を操るゲーム「螺旋の章」では、シヴァと手を組んだ妖魔たちに彼が狙われる遠因となった。獣神具は玄武の盾。必殺技はウインドアロー。イメージカラーは黒。
四聖獣の参謀的存在。長い髪を白いリボン（朝露の糸から織られたユダの手作り）で後ろで結んでいる。天使の中で唯一メガネをかけている（戦闘時は外す）。時折、手作りの竪琴を持ち歩き、奏でる。
優しさと冷たさを合わせ持ち、信じた者にはどこまでもついていこうとする一途さがあるが、逆に相容れないとそっけない。
不器用でドジっ子。水棲動物の統治を担当しており、すっぽん鍋や寿司が食べられない。亀が好きで、特にピエールがお気に入り。料理下手。
『天使のしっぽ』時代では四聖獣で三番手に登場。病を司り、口調も荒く髪色も暗かった。獣神具は「玄武の甲羅」という名称だった。また四聖獣の中では当時の設定から風貌と性格が最も変化したキャラである。花嫁候補の守護天使はカメのアユミ。
朱雀のレイ
声 - 宮田幸季
地上年齢は20歳。身長は178cm、体重は56kg。属性は水。藤色の髪に朱色に近い赤の双眸。精神を操る。獣神具は朱雀の羽の矢。必殺技はアイスブレイド。イメージカラーは赤。
四聖獣の家事担当。一見女性的な容姿で、頭に赤いティアラをつけている。薄紅に輝く大羽根を持つ。
神経質で少し気難しいタイプ。時折子供っぽいが、敵と見定めた相手はとことん追い詰める好戦的で非情な一面も持つ。家事が得意（家事をするときは髪を三つ編みにする）。鳥類の守護を担当しているため、ガイとは喧嘩が絶えない。シンとは小さい頃からの付き合い。
『天使のしっぽ』時代では四聖獣で二番手に登場。上記の能力で花嫁候補の守護天使を操った上に、足を猛禽類のような鋭い爪を持つ鳥の形に変え攻撃する場面もあった。獣神具は「朱雀の翼」（自由に空中を飛行する事が出来る能力）という名称だった。花嫁候補の守護天使はインコのツバサ。
白虎のガイ
声 - 吉野裕行
地上年齢で19歳。身長は170cm、体重は53kg。属性は地。物理的な力を操る。金色（毛先のみ黒い）の髪に青緑の双眸。獣神具は白虎の鎧。必殺技はアースクエイク。イメージカラーは白。
六聖獣の末っ子的存在。童顔かつ元気で明るく無邪気だが、少々粗い。本当は誰よりも繊細。ゴウとは小さい時からの幼なじみ兼親友で、地上年齢の近いマヤとは大の親友。
興奮すると牙が伸びる。風牙のマヤとは仲がいい。陸上動物の統治を担当しており、牛・豚肉を口にすることができない。そのため好物はフライドチキンで、鳥類を守護するレイとはこのことでよく喧嘩する。女神の鏡を盗んで地上の様子を勝手に覗いたことでユリに注意されて以来自作の鏡を作るが、いずれも変なものが映るため失敗に終わっている。
陸上動物の中でも猫がお気に入りで、レイにイタズラをするときは大抵猫をけしかける。高所恐怖症。
『天使のしっぽ』時代では四聖獣で一番手に登場。事故を司り、トラックやパワーショベルを運転して睦悟朗を轢き殺そうとした（いずれも失敗に終わる）。獣神具は「白虎の鎧」（四聖獣の獣神具で唯一名称はそのまま）。また「ガイレオン」というロボットアニメと「ポイズン・ビースト」というギャグアニメが好きだった。花嫁候補の守護天使はネコのタマミ。
麒麟のユダ
声 - 石田彰
地上年齢で24歳。身長は185cm。体重は66kg。属性は光。宇宙（時空間）を操る。赤髪碧眼で薄紫に輝く翼を持つ。口唇に六聖獣唯一の癒しの力を宿す。必殺技はコスモメナス。イメージカラーはボルドー（真紅）。六聖獣の長。2連のサークレットを冠している。ノベライズ版は彼の視点で描かれている。
気高く強く思慮深い。クールな相貌とは裏腹に内面は情熱的で、同士や心を傾けた相手には深い愛情と激しい執着心を見せる。ただ、汚い手を使ったり罪のない相手を傷つける人種はあまり好ましく思っていない。純血の天使たちから仲間はずれにされていたキラとマヤに最初に優しくしており、神官になるまでは周囲にいじめられていたパンドラを助けたことがある。天界で最も強く美しい天使とされ、多くの者に慕われ、大神ゼウスも執着している。本人は天使たちに平等に愛情を注いでいるつもりらしいが、シンを贔屓しているようにしか見えない。シンと親しく、彼を傷つける者には容赦しない。
カムイ討伐の一件が原因でゼウスに不信感を抱く。ルカは盟友。ゼウスへの反乱に失敗して天界を追われ堕天した後は彼と共にルシファーの地獄とは別の地獄を作り、その統治者となる。それ以降は動物の生まれ変わりである守護天使を使い、彼らの解放と天界への反乱を目論むようになった。
『天使のしっぽ』のドラマCDでは睦悟郎への誤解から彼のツキを奪った挙句誘拐するも、彼らの苦しみを理解したい睦悟郎が力を覚醒させたことで失敗。しかし結局睦悟郎への誤解は全く解けなかった。
鳳凰のルカ
声 - 緑川光
地上年齢で23歳。身長は180cm。体重は62kg。属性は闇。光と闇を操る。銀髪赤眼。銀に輝く大羽根を持つ。指先で心を読む力をゼウスから授かり、人に触れるだけで心が読める。必殺技はブリリアントシャドー。イメージカラーはサファイアブルー（深い青）。
ユダの幼馴染で親友。寡黙だが内面は感情豊かで信念を貫くタイプ。自分よりも他人を案じる思いやりと優しさを持つ。表で活躍するより、裏方に徹するタイプ。レイと同じく鳥類の統治を担当。ユダとは対極に位置するが、互いに信頼しあっている間柄。
額に、刻まれた刻印を隠すためのターバンを巻いている。額の刻印は彼の記憶を封じているものである。実は大神ゼウスとゼウスの母との間に生まれた子供。そのため彼は天使ではなく神の一族なのだが、正天使になった際、ゼウスにこの事実を封じられた。ゼウスへの反乱に失敗して天界を追われ、堕天した後はユダと共にルシファーの地獄とは別の地獄を作り、その統治者となる。それ以降は動物の生まれ変わりである守護天使を使い、彼らの解放と天界への反乱を目論むようになった。
『天使のしっぽ』のドラマCDに初登場したときは、敬語で喋るキャラだった。

### 放浪天使
堕天使ルシファーと人間の母親の間に生まれた兄弟。彼らはゴウたちを除く純血の天使に相手にされていない。
流星のキラ
声 - 杉田智和
ボーカル＆ドラマアルバム「Saint Beast」（2002年9月発売）収録のドラマ「ケダモノたちのあやしい夜」より弟のマヤとともに初登場。
地上年齢で18歳。身長は179cm。体重は60kg。属性は陰。夢に入り込んで操作する。愛用の得物は鞭で、腕前は達人クラスらしい。イメージカラーは琥珀色。人間と天使の間に生まれたハーフでマヤの兄。金髪に緑の瞳。
ゴウたちが成人した後に生まれた。永遠の命と高い能力を有しているが、ハーフであるため翼が無い。マヤと共に行方不明の母親（ドラマ「ケダモノたちのあやしい夜」、「聖獣降臨編」では母親の魂が転生した人物）を捜して人間界に降り立つ。元六聖獣候補で、ゴウたちに劣らない実力を持っているが、母親捜しのために候補を降りた。父親は堕天使ルシファー。天界にいたころにユダに優しくされた過去を持つ。
サディスティックでエゴイスト。無口で他人からの干渉を嫌い、意地の悪い性格をしているが、マヤに対する愛はとても強く優しい。一応の礼儀はわきまえている。初期の頃はユダを特に尊敬していたり、レイをからかったりしていた。基本的に身勝手で相手を小馬鹿にする言動が目立つが、実は本作の中で数少ない常識的な思考の持ち主。
「聖獣降臨編」では四聖獣の下に居候していたが、最終話でユダとルカが守護天使達を地獄へ連れ去るところを目撃し、事件が収まった後弟と共に四聖獣の家を出て旅立った。
風牙のマヤ
声 - 鈴村健一
ボーカル＆ドラマアルバム「Saint Beast」（2002年9月発売）収録のドラマ「ケダモノたちのあやしい夜」より兄のキラとともに初登場。
地上年齢で17歳。身長は168cm。体重は48kg。属性は陽。身体を持たぬ魂を操る。その力を悪用して、時折ゴウの腹にボディペインティングをして遊ぶ。必殺技名は明言されていないが、小説では捕まえた風を尖った牙に変えて乱射する。イメージカラーはオレンジ。人間と天使の間に生まれたハーフでキラの弟。濃いオレンジ色の髪にキラと同じ緑の瞳。
兄同様、ゴウ達が成人した後に生まれた。四聖獣の中で外見が同年代のガイと仲がよく、2人でいたずらをすることが多い。無邪気で甘えっ子ではあるが、感受性が豊かで些細なことにも敏感に反応し、よく泣く。泣きながら暴れると超音波のようなものを発して周囲の木や岩を破壊する。たまにクマのぬいぐるみを持っている（キラがくれた物らしい）。
幼い頃は兄のキラと共にゼウスの神殿で暮らしていた。兄同様六聖獣候補だったが、任命時に兄と共に母親（ドラマ「ケダモノたちのあやしい夜」、「聖獣降臨編」では母親の魂が転生した人物）を捜すため候補を降り、地上に降り立つ。兄同様、天界にいたころにユダに優しくされた過去を持つ。
「聖獣降臨編」では偶然行き着いた屋敷に残る姉妹の幽霊を四聖獣と協力して昇天させ、そのまま居候していたが、最終話でユダとルカが守護天使達を地獄へ連れ去るところを目撃し、事件が収まった後兄と共に四聖獣の家を出て旅立った。ゲーム「螺旋の章」では、放浪中に行き着いたイギリスのティータイムが気に入っているらしく、兄弟でスコーンなどを楽しむ描写もあった。
彼ら兄弟の冠名は誰がつけたかは今のところ詳細は不明。

### はぐれ天使
陽炎のシヴァ
声 - 鳥海浩輔
地上年齢で20歳。身長は175cm。体重は55kg。属性は闇。短い時間だが、他の者に触ることでその相手に変身できる。必殺技は無し。イメージカラーは藍色。かつて六聖獣の候補だった天使。現在は堕天したため地獄におり、ユダとルカに仕えている。
寂しがりな性格でユダを慕っているが、その想いの余りシンを憎んでいる。また、彼以外の四聖獣のメンバーとも折り合いは良くない。初期はよく木陰から現れたり、人を見ているため、木陰のシヴァと呼ばれていた。
「聖獣降臨編」ではナツキやヒロを初めとする様々な守護天使達を洗脳し、四聖獣と闘わせた。第5話では遂に自ら行動を開始し、上記の変身能力を使ってシンを慕っていた守護天使アユミに化け、シンを罠に嵌め攻撃を加えた。その行いの一部始終をユダに目撃され、最後は今までの事やシンを傷つけた事でユダの逆鱗に触れ、完全に嫌われ封じられた。
「光陰叙事詩天使譚」では彼がシンを憎む原因となった出来事が描かれ、シンへの嫉妬から暗黒の森へ迷い込み、そこで出会った怪物アグリをシンにけしかけた事件が原因で六聖獣から外された。後に聖霊祭の直前にゼウスへ意見しに言った際、自分も六聖獣に加えてほしいと言ったために処罰の対象としてゼウスに目をつけられる。
ゲーム「螺旋の章」では彼本来の優しさを垣間見ることができる。
アニメ版・ドラマCD版と、唯一服が違うキャラ。彼の冠名「陽炎」は一般公募で選ばれた名前で、当初は冠名がついていなかった。

### 大神側
大神ゼウスと彼に使える神官たち。彼らは皆元は善良だが、過去のトラウマが原因で現在は冷酷で自己中心的であり、ゴウたちの不幸やすれ違いなどの原因を度々作っている。また、人間や人間に近しい動物の生まれ変わりの守護天使を毛嫌いしている。
神官パンドラ
声 - 福山潤
ドラマCD第4巻より初登場。
地上年齢で19歳。身長は172cm。体重は49kg。属性は水。近くにいることで特定の者のスキルを上昇させる能力と、自分の目を見ることで相手を眠りへと誘う催眠能力を持つ。イメージカラーはオリーブ色。
ゼウスに付き従う神官長。パールという分身をつれている。おかっぱ頭で女性的な風貌。六聖獣との折り合いはあまり良くない。プライドが高く知的で策略家だが、根は優しい。神と天使を最も優れた者だと信じ、人間を嫌う。元はいじめられっ子であり、ユダに助けられた過去を持つ。キラ・マヤ兄弟とは昔馴染み。ゼウスの寵愛を得ようとするあまり、己を見失うことがある。彼に言われたことに対して反論するとキレるので、逆切れのパンドラなどと噂される。過去の自分に似ているシヴァを気に入っている。
肩のものパール
声 - 鈴木達央
いつもパンドラの肩の上に乗っていて、言葉を話せる小さな生き物。ウサギに似ていて額と尾の付け根に宝玉を付けている。天使が神官となる儀式の際に体の一部から作り出される分身的存在で、片方が死ぬともう一方も死ぬ。パンドラ以外の神官たちにもこのパールが存在している。ドラマCD新シリーズ発売に伴い、名前に「肩のもの」がついたが、出演者には「けだまのパール」と言われることがある。
普段は自分の主と行動を共にしているが、神官が地上降臨などの単独行動する際には裏切りを防ぐために大神が預かることになっている。
基本的にどの神官のパールも大きな違いは無いが、瞳の色・宝玉の色・しっぽの形に個体差がある。
主が危機に陥ると、大きさはそのままで主を模した（髪色のみ銀髪）人型に変身する。動物時・人型時共に瞳の色は主と同じ。
大神ゼウス
声 - 金丸淳一
天界を統べる神。錫杖を持っている。イメージカラーはプラチナシルバー。
振る舞いは傲慢非道で身勝手なことこの上ない。生きとし生けるもの全てを自分の意のままに支配し、気に入らないものがあれば見せしめという大義名分の下、容赦なく消す。
本質は気高くて慈悲深いのだが、遙か昔にあった出来事が原因で崇高な精神を捨て去り、現在は我欲に囚われている。実はルカの父であり、自身の母と関係を持ったことが原因で、父クロノスと諍いが起こる。ユダを気に入っているが、彼からは上述のことから嫌われている。
本来ならヤハウェがこの役を司るはずだった（小説4巻あとがきより）。天使に序列を通したのも、本来はヤハウェである。
神官カサンドラ
声 - 甲斐田ゆき
ドラマCD第7巻より初登場。
地上年齢で21歳。身長は171cm。体重は53kg。属性は火。物質を浮遊させる。イメージカラーはヘーゼル（はしばみ色）。
ゼウスに仕える副神官長。肩にかかるくらい長い前髪が特徴。六聖獣とは折り合いが良くない。柔和な顔立ちとは裏腹にきつい性格。負けず嫌いな性格で、言動は皮肉な部分もあるが、優しい。垂れ目呼ばわりが嫌い。パンドラをライバル視しており、いずれはパンドラに取って代わろうとその機会を虎視眈々と狙っているが、たまにパンドラと手を組むこともある。神官になる前はパンドラとは現在とは比べ物にならないほど仲が良かった。

### 地獄界
かつてユダとルカ同様、大神側の策謀によって地獄界に落とされた天使と人間たち。彼らは天界に恨みを持っており、復讐の日を待っている。
堕天使ルシファー
声 - 速水奨
ドラマCD第2巻で名前のみ初登場。ドラマCD第8巻よりキラとマヤの父親であることが判明した。「天使は子孫を残せない」の言葉に真っ向から反対し、人間の女性との間にキラとマヤの二人の息子をもうける。
地上年齢で29歳。身長は188cm。体重は69kg。イメージカラーは漆黒。再生の間において、死した他人の体に魂を移すことで甦らせることができる。
地獄の魔物を統べる堕天使で、長い漆黒の髪が特徴。以前はゼウスの側に仕えていたが、反旗を翻したことから天界を追われて堕天使となり、地獄を築いた。天界の天使達の間ではルシファーについて触れることは禁句らしい（ドラマCD第1巻でキラが自分の父親の名前を口にしようとした際、ルカに制された）。何が原因でゼウスに反旗を翻したかは明らかになっていない。
「光陰叙事詩天使譚」ではユダの前に二度現れ（一度目は六聖獣が地上の魔物を退治していた時、二度目はユダがカムイを倒した直後）、彼に地獄へ来るよう呼びかけていた。
堕天使ガブリエル
声 - 平川大輔
先代大神クロノスの側近だった堕天使。憑依の能力を持つ。天界1度目の戦争（ゼウス対ルシファー）で、ルシファーの側につき、ルシファーと共に多くの天使を率いてゼウスと闘うが敗北。地獄へと堕とされた。
現在はルシファーと共に地獄の魔物を統率、月の見えぬ夜には地上に現れ人間を脅かしている。
「光陰叙事詩天使譚」ではユダのカムイ討伐後にゴウの前に現れ、地獄界に来るように言うが、「あなた達とはもう関わりたくない」と突っぱねられた。天界戦争後、石化が解けたゴウに、地獄へ来るように誘う。
金狼（きんろう）のカムイ
声 - 平田広明
ドラマCD第2巻より初登場。
地上年齢は不明。身長は183cm。体重は68kg。属性は火。必殺技はルナティックミスト。イメージカラーは金色。
狼を率いている人狼の男性。普段は金色の毛並みをした狼姿で、仲間の狼たちの群れをまとめているが、満月の夜にだけ人間の男性姿に変わる。
かつてゼウスの命に背いたことがあり、そのためにゼウスによって人間と離れて暮らさなければならなくなった。放浪中のキラ・マヤの兄弟に、一夜の宿を貸したことがある。狼ゆえか暗闇に強く、身軽で、感覚が優れている。
ドラマCD第2巻とアニメ「光陰叙事詩天使譚」第十章でゼウスから討伐の命令を受けたユダと戦い、敗れて消えていく。この一件は、後にユダ達六聖獣がゼウスに不信感を抱くきっかけになった。
その後、ドラマCD第7巻でタケルの秘術により召喚され、再びユダと戦うことになる。現在はタケルと共にルシファーのいる地獄へ送られている。黒幕がゼウスだと知っているが、ゼウスの命を受けたユダを未だに恨んでいる。
巫覡（かんなぎ）のタケル
声 - 浪川大輔
ドラマCD第5巻より初登場。
18歳。身長は175cm。体重は58kg。属性は地。攻撃技は召喚。イメージカラーはコバルト。
地上界で母と共に暮らしている人間の青年。予知能力があったため、母と共に地上にある東の小国、ミナトでシャーマンをしていた。ドラマCD第6巻ではマヤに変身したシヴァにナイフで胸元を刺され重傷を負うが、ユダの癒しの能力によって一命を取り留める。ドラマCD第7巻ではゼウスの命令で地上へ降臨したカサンドラに母を殺され、怒りのあまりに伝授されたばかりの秘術でカムイを召喚し、ユダと戦う。現在はカムイと共に、ルシファーのいる地獄へ送られている。

### その他の登場人物
神官イサドラ
声 - 谷山紀章
ドラマCD「悠久の章」に登場。ゼウスに仕える神官の1人で、パンドラとカサンドラのいずれにも与せず、2人の確執を見守っている。
後にある出来事が原因でゼウスの怒りに触れ、パンドラの目の前で醜い化け物に姿を変えられ暗黒の森に落とされた。
神官ディアドラ
声 - 下野紘
ドラマCD「恩讐の章」にて登場。ゼウスに仕える神官の1人。主に密告をしている。パンドラの直属の部下でカサンドラを陥れる。
天使ミカエル
声 - 田中敦子
ドラマCD「恩讐の章」にて登場。古い天使の1人。戦争後四聖獣を石化させた張本人。男性が多い天使の中で数少ない女性天使。ゼウスが眠りに付いた後、ヘラの下で四聖獣が地上に封印された場所の石版を探し当てた。
聖者
声 - 井上和彦
もともと人間であったが、死後蘇り永遠の命を与えられた存在。その実力は強力な上位天使にも匹敵する。左目は義眼で、常に手袋をしている。生まれたばかりの頃にクロノスに殺されかけたゴウを助けており、彼に慕われている。
大神の腹心と言う立場だが、ゼウスとルシファーの間の確執が大きくなっていったのは、彼が関わっていたらしい。獣神具の秘密を知った上で、六聖獣を仲間割れさせた張本人。また、サキやカリルを使って六聖獣を陥れたこともあった。彼の思惑がどこにあるのか、よく読めないが、大神には逆らえないと言う枷を持つ。実はキラとマヤの母親の父親、つまり二人の母方の祖父であった。
『天使のしっぽ』の主人公、睦悟朗は聖者の生まれ変わりであるが、本作とは無関係（『聖獣降臨編』1話に登場する聖者は睦悟朗とは別人）。
上位天使サキ
声 - 寺島拓篤
上位天使の一人でゴウの元親友。かつてはゴウとともに過ごしていたこともあったが、天界武道会にてゴウに負けた事から口も利かなくなった。地上年齢で21歳。身長は180cm。体重は66kg。属性は水。イメージカラーは朱色。
少し尖がった性格の持ち主で、誰にでも無愛想に接している。ゼウスに敗れ封印されていた四聖獣を復活させた張本人でもある。数百年後、ゴウの石化封印解除のため聖者の命令で下界にやってきたが、初めての場所で浮かれすぎた際これまでの行いが祟り、他の3人の石化を少しでも早く解きたいと焦っていたゴウに見限られてしまう。そのため、ゴウとは結局和解することはなかった。
天使カリル
声 - 西嶋陽一
サキの現在の親友。サキ同様、上位天使の一人。サキに同調し、少しでも天使の中で優位に立とうとしている。一時期ゴウとサキを仲直りさせようとしていた。
精霊フローリア
声 - 松来未祐
天界に住む精霊の女性。
女神ヘラ
声 - 小野未喜
ゼウスの妻。よく下界の様子を映す鏡をガイに盗まれている。夫と異なり良識的な性格。
かつて少年天使の頃のユダとガイが彼女の神殿に奉公にきたこともあり、特にこの二人には目をかけている。慈悲深き心を持つが、ゼウスの妻であると言う立場上、彼らをかばい立てすることができずにジレンマになっていた。
天界戦争が終わった時、ゼウスがパンドラと共に永の眠りに付いた後、新しい天界の王になった。ゼウスが眠りに付いている間にかつての楽園を取り戻すべく、神官制度や階級を廃止し、地上にいる守護天使たちとの交流も復活させた。四聖獣がそれぞれ地上に封印されている場所を、ユリやミカエルたちとともに必死に探し当てた。
女神親衛隊長ユリ
声 - 羽多野渉
女神を護衛する親衛隊長。地上年齢で25歳。身長は182cm。体重は63kg。属性は地。冷静沈着な性格。友好的ではあるが、考えが読めず近寄り難い。天界きっての剣の名手。
クロノス
声 - 小西克幸
ゼウスの父。初代大神のウラノスの座を簒奪し、世界を支配するという過去を持つ。ルカのことでゼウスといさかいを起こし、息子に滅ぼされる。
ゼウスの母
声 - 松井菜桜子
ゼウスの母。ルカの実母でもある。夫共々息子に滅ぼされる。
トキ
声 - 横尾まり
タケルの母。タケルよりも強い予言能力を持っていたため、タケルと共に各地を放浪して、六聖獣たちと出会った村に落ち着く。後にカサンドラの策略によって命を落とす。その後ルシファーの能力により、夕霧姫の中に魂を移され甦る。『天使のしっぽ』のトキさんとは無関係。
アグリ
声 - 坂口候一
アニメ「光陰叙事詩天使譚」第3話と第4話に登場。
暗黒の森に住んでいた怪物。シンへの嫉妬から暗黒の森へ迷い込んだシヴァと出会い、彼に呼び出されてシンを襲ったが、駆けつけたユダに倒された。
レダ
声 - 星野充昭
アニメ「光陰叙事詩天使譚」第7話に登場。
とある村の長老。実は元天使で、少年時代のルカと面識がある。天使と人間が共存できる理想郷を作ろうとしており、かつて仲間の天使と共に地上に村を作ったが、上位の存在である天使が下位の存在である人間と共存することをよしとしなかったゼウスの命令に反発したために村を水没させられ、多くの仲間を失った。

### 『天使のしっぽ』関連
太字は、この作品では消えている設定。テレビアニメ『聖獣降臨編』に登場した。下記の4人についての詳細は『天使のしっぽ』を参照。
女神ユキ（ヘビのユキ）
声 - 氷上恭子
『天使のしっぽ』ではゴウの花嫁候補で、この作品ではメガミとして四聖獣に指令を与える立場に。付き人的な守護天使としてピンキーがいる。ゴウに対して少し気になる素振りを見せる。
カメのアユミ
声 - 川澄綾子
『天使のしっぽ』ではシンの花嫁候補。その当時は相思相愛の素振りを見せていた（後の『天使のしっぽChu!』では守護天使の責務と恋情との間で揺れ動くことに）が、この作品ではシンに想いを寄せる少女的な描写に留まっており、それをシヴァに悪用される羽目になった。
インコのツバサ
声 - 野川さくら
『天使のしっぽ』ではレイの花嫁候補だったが、デリカシーの無さ及び彼ら四聖獣の睦悟郎に対する誤解に基づいた今までの仕打ちのためにレイをビンタするに至った。この作品ではそのことは無かったこととなり、レイと一緒にケーキ作りを手伝うなど親しく会話する関係に（完成したケーキを運ぼうとした際、ケーキを床に落としてしまい、それを見たタマミは「お手伝いしてるのか、邪魔してるのか分からない」と苦笑していた）。
ネコのタマミ
声 - 大沢千秋
『天使のしっぽ』ではガイの花嫁候補だったが、その当時からお互い相手に対しては余りいい感情を抱いていなかった。この作品では近所の幼馴染関係な感じに。

### 聖獣降臨編オリジナルキャラ
ピンキー
声 - 森永理科
ユキの付き人的な幼い守護天使。そそっかしいが、少し毒舌家。舌足らずな喋り方をする。イベントでは場内アナウンスで登場した事もある。このキャラをもじったポンキーもイベントで登場してファンの反響を呼ぶ。
白蛇のナツキ
声 - 長沢美樹
「聖獣降臨編」第1話に登場した守護天使。女性の姿をしている。ゴウとは旧知。人間界で平和に暮らしていたが、謎の力で洗脳されて四聖獣に襲い掛かる。戦いの末に絶命する。
ユリア&セイラ
声 - かかずゆみ（ユリア）、佐藤朱（セイラ）
「聖獣降臨編」第2話に登場した姉妹。幽霊屋敷と噂される館に住んでおり、その館を気味悪がった人間たちを排除していた。実は母親を失った悲しみから自暴自棄になっていた際、事故死してそのまま幽霊になっていた。その後成仏し四聖獣に館を明け渡す。
ハヤブサのヒロ
声 - 堀内賢雄
「聖獣降臨編」第3話に登場の守護天使。成人男性の姿をしており、背中に黒い翼がある。前世は下級の天使だったが、地上へ降りて転生した時に空を飛ぶ力を失い、それ以降は人間の男性を主人として共に生きてきた。主人に死なれたことから来た孤独と「もう一度空を飛びたい」という願いの余り禁断の地で前世の力を呼び戻し、その力に飲みこまれる。最後はレイに戦いを仕掛け、レイのアイスブレイドを受けた事で正気に返るもその直後に力尽き、絶命した。
バンビのリオ&ミオ
声 - 清水愛（リオ）、釘宮理恵（ミオ）
「聖獣降臨編」第4話に登場の守護天使。幼い双子の姉妹姿。シヴァの策略でリオが洗脳され、ミオとその場に立ち会っていたガイとマヤを攻撃する。その後、シンの時間を戻す力でリオの洗脳は無事解けた。
健太（けんた）
漫画版の主人公。好奇心旺盛な性格。ひょんなことから四聖獣と深く関わる。主にゴウと行動を共にする。

## テレビアニメ

### セイント・ビースト〜聖獣降臨編〜
2003年5月から6月にかけてオンエア。全6話。時系列は「光陰叙事詩天使譚」の未来である。現代の世界で生活していた四聖獣とキラ・マヤ兄弟が守護天使達の関わる事件に巻き込まれる。

#### スタッフ
- 原作 - 有栖川ケイ
- キャラクター原案 - あさぎ桜
- 監督 - 小坂春女
- 総作画監督 - 佐々木敏子
- 美術監督 - 福田和夫
- 色彩設計 - 伊藤靖子
- 撮影監督 - 久保博志
- 編集 - 櫻井崇
- 音響監督 - 渡辺淳
- 音響プロデューサー - 本田保則
- プロデューサー - 岡田和則、シバタミツテル
- アニメーション制作 - 東京キッズ
- 制作 - ワンダーファーム
- 製作 - SBプロジェクト

#### 主題歌
オープニングテーマ「聖なるけものたち」
作詞 - 暮須華里依 / 作曲 - 影山ヒロノブ / 編曲 - 須藤賢一 / 歌 - きただにひろし
エンディングテーマ
「終わらない夢のひととき」（第1話）
作詞 - 暮須華里依 / 作曲・編曲 - 堀隆 / 歌 - 森川智之
「SWEET ANGEL」（第2話）
作詞 - 暮須華里依 / 作曲・編曲 - 堀隆 / 歌 - 櫻井孝宏
「Four Seasons」（第3話）
作詞 - 南出祐司 / 作曲・編曲 - 堀隆 / 歌 - 宮田幸季
「Bus Stop」（第4話）
作詞 - 南出祐司 / 作曲・編曲 - DECKY / 歌 - 吉野裕行
「birdcage」（第5話）
作詞 - 南出祐司 / 作曲・編曲 - HI-YA / 歌 - 杉田智和
「Kitty」（第6話）
作詞 - 南出祐司 / 作曲・編曲 - 添田啓二 / 歌 - 鈴村健一

#### 各話リスト
| 話数 | サブタイトル         | 脚本       | 絵コンテ          | 演出     | 作画監督                                                       |
| ---- | -------------------- | ---------- | ----------------- | -------- | -------------------------------------------------------------- |
| 1    | 聖獣降臨             | 暮須華里依 | 小坂春女          | 小坂春女 | 松岡秀明、高梨光 鎌田均、古田誠                                |
| 2    | いじわるなエンジェル | 田村竜     | 西村純二          | 篠崎康行 | 水谷麻美子 小林慎悟、祝浩司                                    |
| 3    | 許されざる想い       | 杉浦真夕   | 小坂春女          | 後信治   | 鎌田均、高木信一郎 水谷麻美子、松岡秀明 沈賢玉、李正弼         |
| 4    | 堕天使たちの野望     | 杉浦真夕   | 西村純二          | 大宅光子 | 松下清志、高梨光 水谷麻美子                                    |
| 5    | 守護天使の罠         | 田村竜     | 高木茂樹          | 剛田隼人 | 松岡秀明、小林慎悟 鎌田均、谷口繁則、水谷麻美子 李正弼、沈賢玉 |
| 6    | 誰がために…          | 田村竜     | 小坂春女 剛田隼人 | 剛田隼人 | 木村勇、吉田美佐子 水谷麻美子                                  |

#### 放送局
| 放送地域 | 放送局             | 放送期間              | 放送日時 | 放送系列 | 備考                                     |
| -------- | ------------------ | --------------------- | -------- | -------- | ---------------------------------------- |
| 日本全域 | キッズステーション | 2003年5月 - 2003年6月 |          | CS放送   | リピート放送あり                         |
| 日本全域 | AT-X               | 2007年7月 - 8月       |          | CS放送   | 『アニメ女子部』第2部内 リピート放送あり |

### セイント・ビースト〜光陰叙事詩天使譚〜
2007年4月から6月にかけて、独立UHF局などでオンエア。全13話。時系列は「聖獣降臨編」の過去。六聖獣がゼウスに反乱を起こす以前の出来事であり、「セイントビーストOthers」に登場する堕天使ガブリエルが第六章・第十章に登場している。

#### スタッフ（第2期）
- 原作・シリーズ構成 - 有栖川ケイ
- 監督 - 佐々木奈奈子
- キャラクター原案 - あさぎ桜
- キャラクターデザイン - 佐々木敏子
- 美術監督 - 板倉佐賀子
- 色彩設計 - 林可奈子
- 撮影監督 - 木村康史
- 編集 - 柳圭介
- 音楽 - 安瀬聖
- 音響監督 - 渡辺淳
- プロデューサー - 大井守、服部街宇、武下礼子
- アニメーション制作 - 東京キッズ
- 製作 - マーベラスエンターテイメント、エイベックス・エンタテインメント、ランティス

#### 主題歌（第2期）
オープニングテーマ「Divine love」
作詞・作曲 - 奥井雅美 / 編曲 - 鈴木"Daichi"秀行 / 歌 - JAM Project featuring きただにひろし
エンディングテーマ
「光陰叙事詩天使譚〜エンジェル・クロニクルズ〜」（1 - 4話）
作詞 - 有栖川ケイ / 作曲 - 田村信二 / 編曲 - 尾崎力 / 歌 - 鈴木達央、寺島拓篤、羽多野渉
「翼あるもの」（5 - 9話）
作詞 - 百舌雷斗 / 作曲 - 田村信二 / 編曲 - 安瀬聖 / 歌 - 緑川光、宮田幸季
「烈・GO!GUY!」（10 - 13話）
作詞 - 百舌雷斗 / 作曲 - 松井俊介 / 編曲 - 宅見将典 / 歌 - 森川智之、吉野裕行

#### 各話リスト（第2期）
| 話数     | サブタイトル   | 脚本                   | 絵コンテ     | 演出                | 作画監督                     | 総作画監督 |
| -------- | -------------- | ---------------------- | ------------ | ------------------- | ---------------------------- | ---------- |
| 第一章   | 起源           | 有栖川ケイ             | 佐々木奈奈子 | 佐々木奈奈子        | 高橋典子                     | 吉田優子   |
| 第二章   | 天使たちの明暗 | 南出祐司               | 日巻裕二     | 長村伸治            | 山沢実                       | 水谷麻美子 |
| 第三章   | 暗黒の森       | 杉浦真夕               | 佐々木奈奈子 | 佐土原武之          | 柳瀬譲二                     | 吉田優子   |
| 第四章   | 六聖獣誕生     | 南出祐司               | 矢野博之     | 池田重隆            | 松尾亜希子 高木晴美          | 水谷麻美子 |
| 第五章   | 下界・妖樹伝説 | 杉浦真夕               | 中村賢太朗   | 中村賢太朗          | 山崎輝彦                     | 吉田優子   |
| 第六章   | 天使と悪魔     | ワンダーファーム文芸部 | 浅井義之     | 麦野アイス          | 青井小夜                     | 水谷麻美子 |
| 第七章   | 楽園に堕ちる影 | 南出祐司               | 難波日登志   | 雄谷将仁            | 高橋敦子 安田京弘            | 水谷麻美子 |
| 第八章   | 金狼の聖地     | 杉浦真夕               | 高橋久       | 佐土原武之          | 武内啓 柳瀬譲二              | 吉田優子   |
| 第九章   | 討伐           | 杉浦真夕               | 佐々木奈奈子 | 長村伸治            | 高橋典子                     | 吉田優子   |
| 第十章   | 闇よりの使者   | ワンダーファーム文芸部 | 奥野耕太     | 奥野耕太            | 丹羽恭利                     | 水谷麻美子 |
| 第十一章 | 粛清           | 杉浦真夕               | 雲井一夢     | 池田重隆            | 高木晴美 松尾亜希子          | 吉田優子   |
| 第十二章 | 暗黒の聖霊祭   | 杉浦真夕               | 浅井義之     | 麦野アイス 金澤由季 | 山沢実                       | 水谷麻美子 |
| 第十三章 | 希望の箱       | 杉浦真夕               | 佐々木奈奈子 | 佐々木奈奈子        | 青井小夜 森本由布希 高橋典子 | 吉田優子   |

#### 放送局（第2期）
| 放送地域 | 放送局     | 放送期間               | 放送日時           | 放送区分       | 備考                                |
| -------- | ---------- | ---------------------- | ------------------ | -------------- | ----------------------------------- |
| 東京都   | TOKYO MX   | 2007年4月3日 - 6月26日 | 火曜 26:00 - 26:30 | 独立UHF局      |                                     |
| 千葉県   | チバテレビ | 2007年4月3日 - 6月26日 | 火曜 26:00 - 26:30 | 独立UHF局      |                                     |
| 愛知県   | テレビ愛知 | 2007年4月3日 - 6月26日 | 火曜 26:58 - 27:28 | テレビ東京系列 |                                     |
| 大阪府   | テレビ大阪 | 2007年4月4日 - 6月27日 | 水曜 26:55 - 27:25 | テレビ東京系列 |                                     |
| 埼玉県   | テレ玉     | 2007年4月7日 - 6月30日 | 土曜 26:00 - 26:30 | 独立UHF局      |                                     |
| 日本全域 | AT-X       | 2007年4月13日 - 7月6日 | 金曜 10:30 - 11:00 | CS放送         | 「アニメ女子部」内 リピート放送あり |

## CD
フロンティアワークス・ランティスより発売中。

### ドラマCD
本編ドラマCD
- セイント・ビースト 全9巻
- セイント・ビースト 悠久の章〜楽園喪失〜 全3巻
- セイント・ビースト 恩讐の章〜聖獣封印〜 全3巻
- セイント・ビースト エンジェルクロニクルズ 全3巻

その他
- セイント・ビースト アナザードラマCD
- セイント・ビースト コメディドラマCD
- キャラクターメッセージCD 心模様〜ForYou〜
- セイント・ビースト ドラマCD「Short Stories」〜天使たちの横顔〜

### 音楽CD
ボーカル&ドラマアルバム
- Saint Beast
- Legend of the BEAST

サウンドトラック
- Sound of BEAST（聖獣降臨編サントラ）
- Trembled Melodies（OVAサントラ）
- Fatal Melodies（光陰叙事詩天使譚サントラ）

DJ&サントラCD
- セイント・ビースト DJ&サントラCD 第1巻

ベストアルバム
- Saint Best Lost.1
- Saint Best Lost.2

シングル
- 聖なるけものたち（聖獣降臨編OP）
- KIZUNA & SADAME（OVA主題歌）
- 光陰叙事詩天使譚〜エンジェル・クロニクルズ〜（光陰叙事詩天使譚ED）
- 翼あるもの（光陰叙事詩天使譚ED）
- 烈・GO!GUY!（光陰叙事詩天使譚ED）
- Saint Beast Coupling CD series #1 - #5

## OVA
『セイント・ビースト〜幾千の昼と夜 編〜』のタイトルで発売された。時系列は「光陰叙事詩天使譚」の過去で後に六聖獣となる6人や放浪天使、そして大神側の面々などの出会いを描いており、「聖獣降臨編」におけるゴウやシンの回想形式となっている。
- 上巻（2005年12月17日）
- 下巻（2006年3月18日）

### スタッフ（OVA）
- 原作・脚本 - 有栖川ケイ
- キャラクター原案 - あさぎ桜
- 監督・絵コンテ・演出 - 迫井政行
- キャラクターデザイン・作画監督 - 萩原弘光
- 色彩設計 - 田中千春
- 美術監督 - 金子英俊
- 撮影監督 - 松井伸哉
- 編集 - 木村佳史子
- 音楽 - 安瀬聖
- 音響プロデューサー - 本田保則
- 音響監督 - 渡辺淳
- プロデューサー - シバタミツテル
- アニメーション制作 - マッドハウス
- 制作 - ワンダーファーム
- 製作 - SBプロジェクト 2005（フロンティアワークス、ランティス、ワンダーファーム）

### 主題歌（OVA）
オープニングテーマ
「KIZUNA & SADAME」
作詞 - 百舌雷斗 / 作曲・編曲 - 菊谷知樹 / 歌 - 森川智之・櫻井孝宏・宮田幸季・吉野裕行
エンディングテーマ
「幾千の昼と夜」（上巻）
作詞 - 有栖川ケイ / 作曲 - 渡邊美佳 / 編曲 - 菊谷知樹 / 歌 - 緑川光・宮田幸季・吉野裕行
「心の帰る場所」（下巻）
作詞 - 有栖川ケイ / 作曲・編曲 - 菊谷知樹 / 歌 - 森川智之・櫻井孝宏 / 語り - 石田彰

## ゲーム
2007年にマーベラスインタラクティブより『セイント・ビースト〜螺旋の章〜』というタイトルで発売されたPS2用アドベンチャーゲーム。主人公・女神など一部を除きフルボイス仕様。初回限定版はパッケージのイラストが異なり、ドラマCDが1枚付属する。
舞台や大まかなストーリー、六聖獣の人間関係といった設定は、アニメ『聖獣降臨編』に準ずるが、オリジナル要素として「妖魔」の存在がある。
シナリオは5章編成で、主要部分は男女共通。通ってきたルートは、場面ごと・イベントごとに既読率が設定された、男女共有のフローチャートで確認できる。共通部分の選択肢と、合間に挟まるフリーパートと呼ばれる自由行動時のイベントの選択肢によって各キャラクターの好感度が上下し、それに応じて第5章突入時のイベントとエンディングが変化する。また、行動次第では四聖獣や放浪天使と別れてユダやルカ、シヴァへ分岐するルートがある。この場合は、妖魔の異空間へ引きずり込まれる直前にユダらの力で助けられる。彼らについていけば、ユダの力で異空間へ乱入し、四聖獣らを救うことができる。
主人公の性別によって、ゲーム中の言い回しやスチルの細部が異なることもあるが、エンディングの内容は男女共通で、ノーマルエンドの他に六聖獣とシヴァ、キラ、マヤ（男性主人公のみパンドラのものも）のGOODエンドが存在し、一方BADエンドは四聖獣側バージョンと堕天使側バージョンの2種類存在する。
システムボイスは登場する天使10人分が収録されており、設定画面でキャラクターを固定するかランダムにするか設定できる。その他、起動直後の企業名を告げる音声やタイトル画面での音声も複数のキャラクターの音声が収録されていて、起動時にランダムで再生される。

### ゲームオリジナルキャラクター
シェス（男性） / シェラ（女性）
ゲーム版の主人公。地上年齢は不明だが、ガイやマヤと近い（ただし、実年齢は彼らよりずっと若く、天界を追われたユダとルカのことは何かの折に聞いた程度）。最初にどちらかを選ぶが、上述のとおり主要シナリオは共通で、フリーパートの一部のイベントが異なる。
男女共に立ち絵はなく、ゲーム内のスチルでも容貌がはっきり描かれておらず、スチルに描かれた姿を総合すると、男女共にやや癖のある茶髪で、シェスは短髪、シェラは長髪であることと、シェスの服は長袖長ズボンで、シェラの服は袖がなくロングスカートであることくらいしか分からない。
共に上位天使で、戦闘能力は低いが気配を察知する能力が高い。他人の気配や能力の使用に際して放出されているエネルギーを自分の中に取り込むことで、その能力をコピーし一瞬だけ使用することができる。しかし、あまり使い慣れない能力であるためうまく制御できず、使用後は疲れ果ててしまう。気配を察知する能力はこの能力をうまく使うために発達したもの。ある予感をした女神の命を受け、彼女と四聖獣の連絡役として地上に降臨する。
どちらも礼儀正しく、シェスの場合、基本的に全員を「さん」づけで呼んでいて、フリーパート中のイベントでガイとマヤのみ呼び捨てになる。シェラの場合、基本的に四聖獣は「さま」づけで、キラ・マヤは「さん」づけでそれぞれ呼んでいるが、同じイベントにてガイが「さま」づけを嫌がり、「さん」づけに変わる。
また、主人公同士面識があり、シェスがプレイヤーの場合は、かつて四聖獣に助けられたことのあるシェラが任務を羨ましがり、シェラがプレイヤーの場合は、シェスが意気込む彼女を心配するという描写がある。共にシヴァとも面識があり、呼び捨てで呼ぶ。
なお、パンドラとシェスは旧知の仲で、2周目以降、シェスを主人公とした場合はパンドラが一方的に夢の中に現れるようになる（パンドラに分岐するルートも存在）。シェラのシナリオにパンドラは登場しない。
妖魔（ようま）
かつて、天使と神によって地上の一角に結界を施され封じられた生命体で、本作の敵キャラクター。結界内部は時間が流れないようになっていたが、ある理由から以下の3人だけが結界の一部が弱まった隙を突いて脱出してきた。そのため天界に恨みを持つ。同じように天界に恨みを持つシヴァとは密約を交わし、シンを狙って手を組んだ。
妖魔イヅナ
声 - 河原木志穂
3人のリーダー格。朱色の長い髪が特徴の紅一点。緑のスカートとジャケットを着ており、立ち絵では上着を羽織っている。物静かに見えるが男らしい性格。重力を操る能力のほか、手の爪を伸ばして武器とする。男口調で話す。
自身の能力を使って異空間に四聖獣らを引き込み、倒そうと試みるが、結果的にゴウに破れ、自身の死の直前に仲間を逃がす。なお、彼女が倒れたことで、ゴウたち一行は崩壊する異空間に閉じ込められかけるが、ユダやルカによって救われる。
妖魔リク
声 - 高城元気
ガイよりも濃い色味の金髪で十代の少年のような容姿だが、かわいげはなく、生意気で大人びた性格。命を持たないものに魂を吹き込んで操る能力を持つ。口調だけはかわいいが、頭がよくその内容は容赦がない。
常に冷静に振舞うが、ライに対してだけはよく怒りを爆発させる。
妖魔ライ
声 - 安元洋貴
銀髪をオールバックにし、背中で結わえた成人男性の姿をしている。3人の中では一番背が高い。マイペースで真面目とは言いがたく、興味のないことは比較的どうでもいいが、負けず嫌い。幻を操る能力を持つ。口調は柔らかかったり偉そうだったりする。

### 主題歌
オープニングテーマ
「IN FATE」
作詞：奥井雅美 / 作曲：きただにひろし / 編曲：宅見将典 / 歌：JAM Project featuring きただにひろし
マキシシングル「Divine love」のC/W。
エンディングテーマ
「epilogue」
作詞：百舌雷斗 / 作曲：松井俊介 / 編曲：菊谷知樹 / 歌：流星のキラ（杉田智和）&風牙のマヤ（鈴村健一）
テレビアニメ『光陰叙事詩天使譚』6月度EDのシングル「烈・GO! GUY!」のC/W。

## 書籍

### 小説
フロンティアワークスよりフィリア文庫として発売中。
著：有栖川ケイ・表紙・挿絵：あさぎ桜
いにしえの天界編
1. セイント・ビースト 起源〜ORIGIN〜 ISBN 978-4-86134-178-6
2. セイント・ビースト 大罪〜SEVEN〜 ISBN 978-4-86134-193-9
3. セイント・ビースト 錯綜〜HORIZON〜 ISBN 978-4-86134-230-1
4. セイント・ビースト 結束〜CREATION〜 ISBN 978-4-86134-256-1
5. セイント・ビースト 喪失〜FALLEN〜 ISBN 978-4-86134-287-5

反逆の天使編
1. セイント・ビースト 暗闇の天使たち〜Two Hell〜 ISBN 978-4-8613-4351-3
2. セイント・ビースト 天空の失楽園〜One Heaven〜 ISBN 978-4-8613-4391-9
3. セイント・ビースト 聖獣封印〜Four Angel〜 ISBN 978-4-8613-4457-2

### 画集
- Sakura Asagi Illustration works 〜Saint Beast〜 ISBN 978-4-86134-140-3
  - キャラクターデザイン・イラストを担当しているあさぎ桜のイラストを200点以上収録した画集。

### コミック
- セイント・ビースト四聖獣（全一巻）
  - シリーズ初期にコミックZERO-SUMにて連載された八重咲馨作画によるコミック版。
  - 聖獣降臨編の設定をベースにしたオリジナルストーリーとなっている。

### MOOK
ワンダーファーム発行の公式ムック本。
- 獣・夏（じゅう・か）
  - 書き下しショートストーリー・イラスト・OVA設定資料・『ポイズン・ビースト』などを収録。
- 獣・春（じゅう・しゅん）
  - 書き下しパラレルショートストーリー・イラスト・用語集・年表・『ポイズン・ビースト』・キャラクター相関図などを収録。

### 会報
FC会員に送付されたセイント・ビースト情報誌。第5期まで会員募集をし、第20号まで継続。

## イベント
太字はDVDが発売されているものを示す。
- 2002年9月28日 セイント・ビースト 1st Party
- 2003年5月11日 セイント・ビースト 2nd Party
- 2003年8月23日 C3 2003 トークイベント
- 2003年9月28日 セイント・ビースト 3rd Party
- 2003年11月30日 セイント・ビースト 第1回 ファンクラブ限定イベント
- 2004年10月2日 - 10月3日 ケダモノたちの聖なる宴
- 2005年7月9日 - 7月10日 セイント・ビースト ファンクラブ会員限定ファン感謝イベント
- 2006年3月18日 セイント・ビースト ファンクラブ限定イベント2006
- 2007年3月25日 セイント・ビースト 4th Party
- 2007年4月21日 セイント・ビースト トーク&プレゼント抽選会
- 2008年5月11日 Saint Beast 六周年記念感謝祭